# Bahnička
Bahnička (Eleocharis) je rod jednoděložných rostlin z čeledi šáchorovité (Cyperaceae). Někteří autoři řadili (hlavně v dávnější minulosti) druhy rodu bahnička (Eleocharis) do rodu skřípina v nejširším pojetí (Scirpus s.latissimo.). V současnosti však většina autorů tato pojetí už nezastává.

## Popis
Jedná se o vytrvalé nebo jednoleté, většinou trsnaté byliny, často s oddenky, někdy i výběžky, vzácně i s hlízkami. Jsou jednodomé, převážně s oboupohlavnými květy. Lodyhy jsou na průřezu oblé, někdy smáčknuté. Listy jsou pouze bázi, zpravidla redukované na pochvy, čepel chybí, občas některé čepele vyvinuty, ale i pak jsou většinou velmi zakrnělé, osinovité, jen u málo druhů jsou delší, do 6 cm, jazýček chybí. Fotosyntetickou funkci přebírá hlavně stonek. Květy jsou v květenstvích, v kláscích s květy spirálně uspořádanými. Klásek je jednotlivý, vrcholový, listeny na bázi chybí, ale na bázi klásku bývá 1 nebo několik sterilních (bez květu) plev. Okvětí je přeměněno nejčastěji v 3-6 štětinek, které jsou nazpět obrácenými chloupky drsné, někdy jsou zakrnělé. Tyčinky jsou 2-3, jsou volné. Gyneceum je složeno většinou ze 2-3 plodolistů, je synkarpní, blizny 2-3, semeník je svrchní. Plodem bikonvexní nebo trojhranná nažka.

## Rozšíření ve světě
Je známo asi 200 druhů, které jsou rozšířeny téměř po celém světě. Asijská bahnička sladká (Eleocharis dulcis) má jedlé kořenové hlízky, které jsou v Číně a ve Vietnamu konzumovány pražené, pečené nebo vařené v páře.

## Rozšíření v Česku
V ČR roste 6-9 druhů (záleží na pojetí), všechno to jsou mokřadní nebo bahenní druhy. Na obnažených dnech rybníků a jiných nádrží a nádržek roste bahnička vejčitá (Eleocharis ovata) a bahnička jehlovitá (Eleocharis acicularis). Vzácný a kriticky ohrožený druh (C1) je bahnička chudokvětá (Eleocharis quinqueflora), která roste na slatinných loukách. Taxonomicky obtížný je komplex bahničky mokřadní (Eleocharis palustris agg.), ke kterému patří následující druhy: bahnička jednoplevá (Eleocharis uniglumis) – v ČR 2 poddruhy (nebo druhy podle pojetí): bahnička jednoplevá pravá (Eleocharis uniglumis subsp. uniglumis) a momentálně v ČR nezvěstná (A2) bahnička jednoplevá Sternerova (Eleocharis uniglumis subsp. sterneri); dále pak bahnička mokřadní (Eleocharis palustris) – v ČR 2 poddruhy (nebo druhy podle pojetí): bahnička mokřadní pravá (Eleocharis palustris subsp. palustris) a bahnička mokřadní obecná (Eleocharis palustris subsp. vulgaris); dále bahnička bradavkatá (Eleocharis mamillata) – v ČR 2 poddruhy (nebo druhy podle pojetí): bahnička bradavkatá pravá (Eleocharis mamillata subsp. mamillata) a bahnička bradavkatá rakouská (Eleocharis mamillata subsp. austriaca).

## Zástupci
- bahnička bradavkatá (Eleocharis mamillata)
- bahnička drobná (Eleocharis parvula)
- bahnička chudokvětá (Eleocharis quinqueflora)
- bahnička jedlá (Eleocharis dulcis)
- bahnička jednoplevá (Eleocharis uniglumis)
- bahnička jehlovitá (Eleocharis acicularis)
- bahnička mokřadní (Eleocharis palustris)
- bahnička vejčitá (Eleocharis ovata)